# Hoffmann Mineral
Hoffmann Mineral GmbH es una compañía minera de tamaño medio situada en la ciudad alemana de Neuburg an der Donau. Se trata de la única compañía que extrae la tierra silícea de Neuburg y la comercializa en todo el mundo. Se fundó en 1903 y tiene alrededor de 150 empleados.

## Grupo de empresas
Hoffmann Mineral pertenece a un grupo de empresas. El grupo es un conjunto de compañías individuales e independientes unidas bajo un mismo consejo de administración, consejeros delegados y accionistas del grupo. Manfred Hoffmann es el director general y propietario de la compañía. Otra compañía perteneciente al grupo es Sonax GmbH.

## Historia
Hoffmann Mineral fue fundada en 1903 por Franz Hoffmann como planta de lavado de tierra silícea de Neuburg as a steam washing plant for Neuburg siliceous earth. 
Por aquel entonces el campo de aplicación más importante era como agente de pulido para el hogar. En 1950 la empresa cambió de nombre y pasó a llamarse Sonax GmbH. en 1971, Hoffmann Mineral se hizo cargo de la división de Tierra Silícea de Neuburg de su competidor Globus-Werke y, desde entonces, es la única productora de Tierra Silícea de Neuburg. La última mina bajo tierra se cerró en 1979 y, desde entonces se realiza sólo la extracción a cielo abierto. en 1991, Manfred Hoffmann junior se hizo cargo de la empresa y es la cuarta generación familiar al mando de la misma.

## Productos

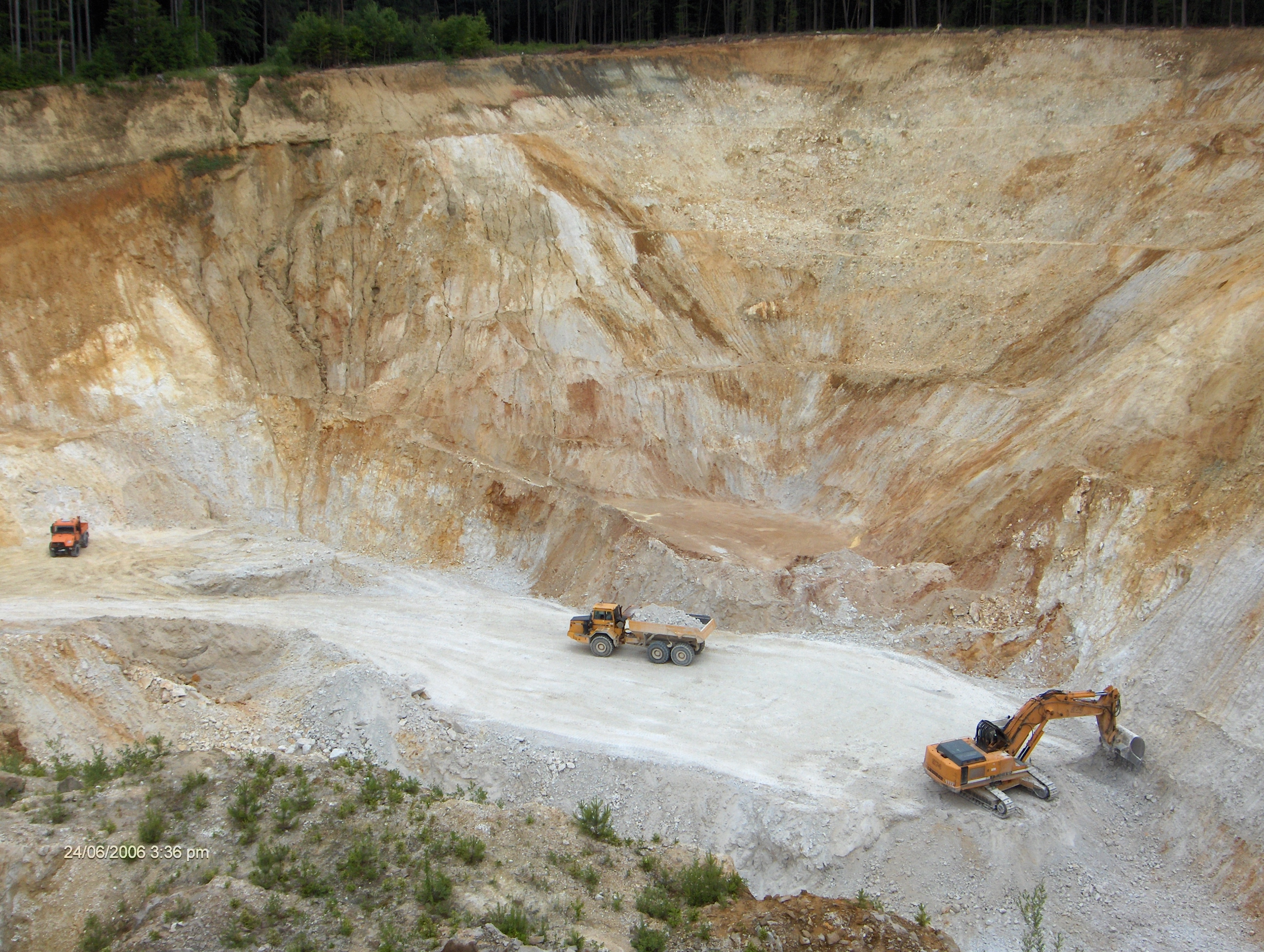
Mina a cielo abierto de Hoffmann Mineral (2006)

Hoffmann Mineral es la única compañía con derechos de extracción de Tierra Silícea de Neuburg. Cada año vende alrededor de 55.000 toneladas de mineral procesado. Para alcanzar esto son necesarias alrededor de 150.000 toneladas de material bruto extraído. La Tierra Silícea de Neuburg se utiliza fundamentalmente como carga en elastómeros, termoplásticos, pinturas, lacas, así como agente de Pulido. Importantes campos de aplicación son la industria automotriz, tecnología médica y la industria de la construcción..

## Ventas
Hoffmann Mineral distribuye sus productos a través de agentes de venta en más de 100 países. Más allá del mercado más importante, Alemania, donde se vende alrededor de la mitad de la producción, Asia y Norteamérica son los mercados más importantes.

## Enlaces
- Web de la empresa